# Japan (Tegalrejo)
Japan is een bestuurslaag in het regentschap Magelang van de provincie Midden-Java, Indonesië. Japan telt 1483 inwoners (volkstelling 2010).